# Liste des monuments historiques de la province de Flandre-Occidentale
Cette page regroupe l'ensemble des listes des monuments historiques de la province belge de Flandre-Occidentale.
- Liste des monuments historiques d'Alveringem
- Liste des monuments historiques d'Anzegem
- Liste des monuments historiques d'Ardooie
- Liste des monuments historiques d'Avelgem
- Liste des monuments historiques de Beernem
- Liste des monuments historiques de Blankenberge
- Liste des monuments historiques de Bredene
- Liste des monuments historiques de Bruges
- Liste des monuments historiques du Coq
- Liste des monuments historiques de Courtrai
- Liste des monuments historiques de Damme
- Liste des monuments historiques de Deerlijk
- Liste des monuments historiques de Dentergem
- Liste des monuments historiques de La Panne
- Liste des monuments historiques de Dixmude
- Liste des monuments historiques de Gistel
- Liste des monuments historiques de Harelbeke
- Liste des monuments historiques de Heuvelland
- Liste des monuments historiques de Hooglede
- Liste des monuments historiques de Houthulst
- Liste des monuments historiques d'Ichtegem
- Liste des monuments historiques d'Ingelmunster
- Liste des monuments historiques d'Izegem
- Liste des monuments historiques de Jabbeke
- Liste des monuments historiques de Knokke-Heist
- Liste des monuments historiques de Koekelare
- Liste des monuments historiques de Koksijde
- Liste des monuments historiques de Kortemark
- Liste des monuments historiques de Kuurne
- Liste des monuments historiques de Langemark-Poelkapelle
- Liste des monuments historiques de Ledegem
- Liste des monuments historiques de Lendelede
- Liste des monuments historiques de Lichtervelde
- Liste des monuments historiques de Lo-Reninge
- Liste des monuments historiques de Menen
- Liste des monuments historiques de Mesen
- Liste des monuments historiques de Meulebeke
- Liste des monuments historiques de Middelkerke
- Liste des monuments historiques de Moorslede
- Liste des monuments historiques de Nieuwpoort
- Liste des monuments historiques d'Ostende
- Liste des monuments historiques d'Oostkamp
- Liste des monuments historiques d'Oostrozebeke
- Liste des monuments historiques d'Oudenburg
- Liste des monuments historiques de Pittem
- Liste des monuments historiques de Poperinge
- Liste des monuments historiques de Roeselare
- Liste des monuments historiques de Ruiselede
- Liste des monuments historiques de Spiere-Helkijn
- Liste des monuments historiques de Staden
- Liste des monuments historiques de Thourout
- Liste des monuments historiques de Tielt
- Liste des monuments historiques de Veurne
- Liste des monuments historiques de Vleteren
- Liste des monuments historiques de Waregem
- Liste des monuments historiques de Wervik
- Liste des monuments historiques de Wevelgem
- Liste des monuments historiques de Wielsbeke
- Liste des monuments historiques de Wingene
- Liste des monuments historiques d'Ypres
- Liste des monuments historiques de Zonnebeke
- Liste des monuments historiques de Zuienkerke
- Liste des monuments historiques de Zwevegem